# Diadema antillarum

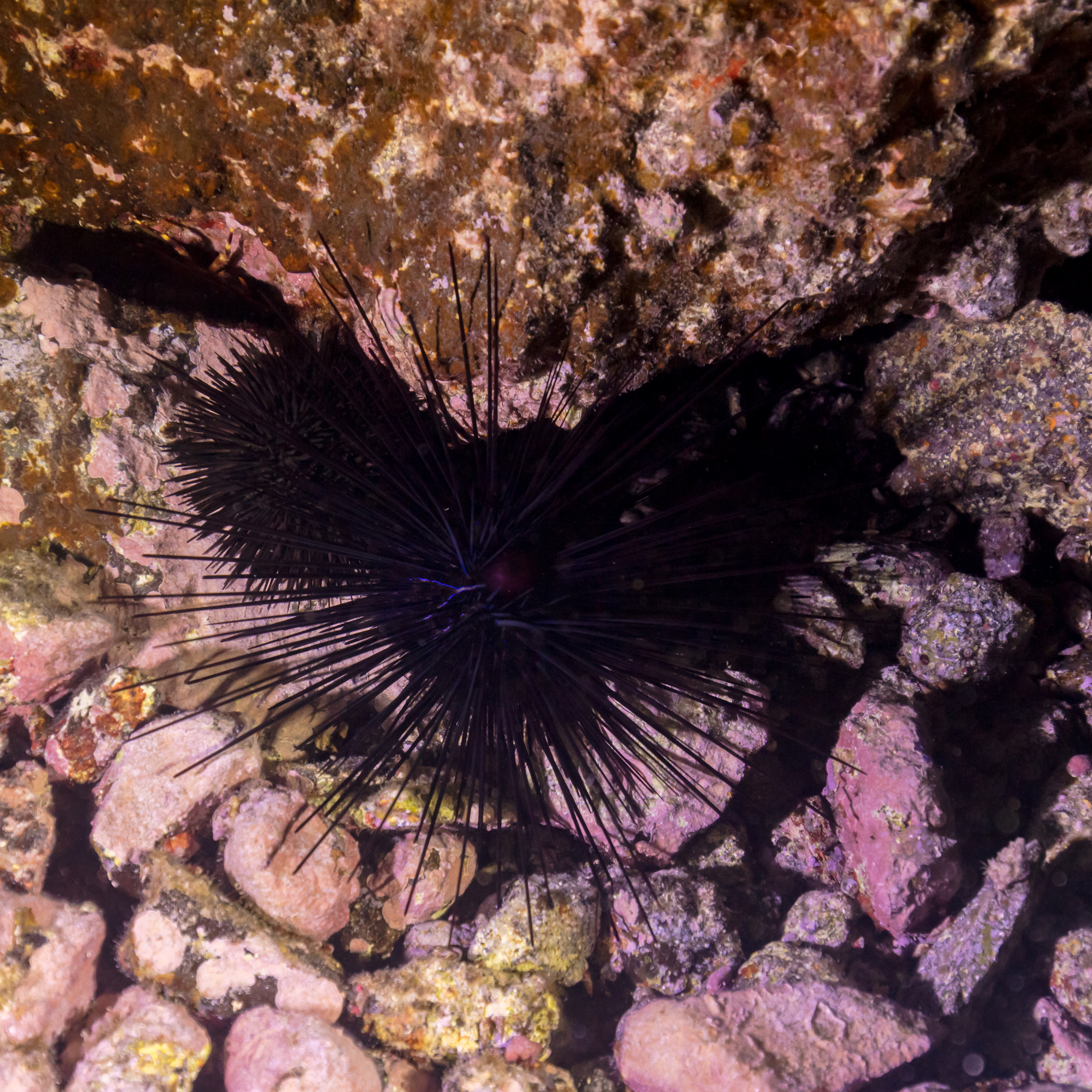
Grupo en la costa de Tenerife (España).

El erizo de lima, erizo de mar negro o erizo de mar de espinas largas (Diadema antillarum), es una especie de erizo de mar de la familia Diadematidae.

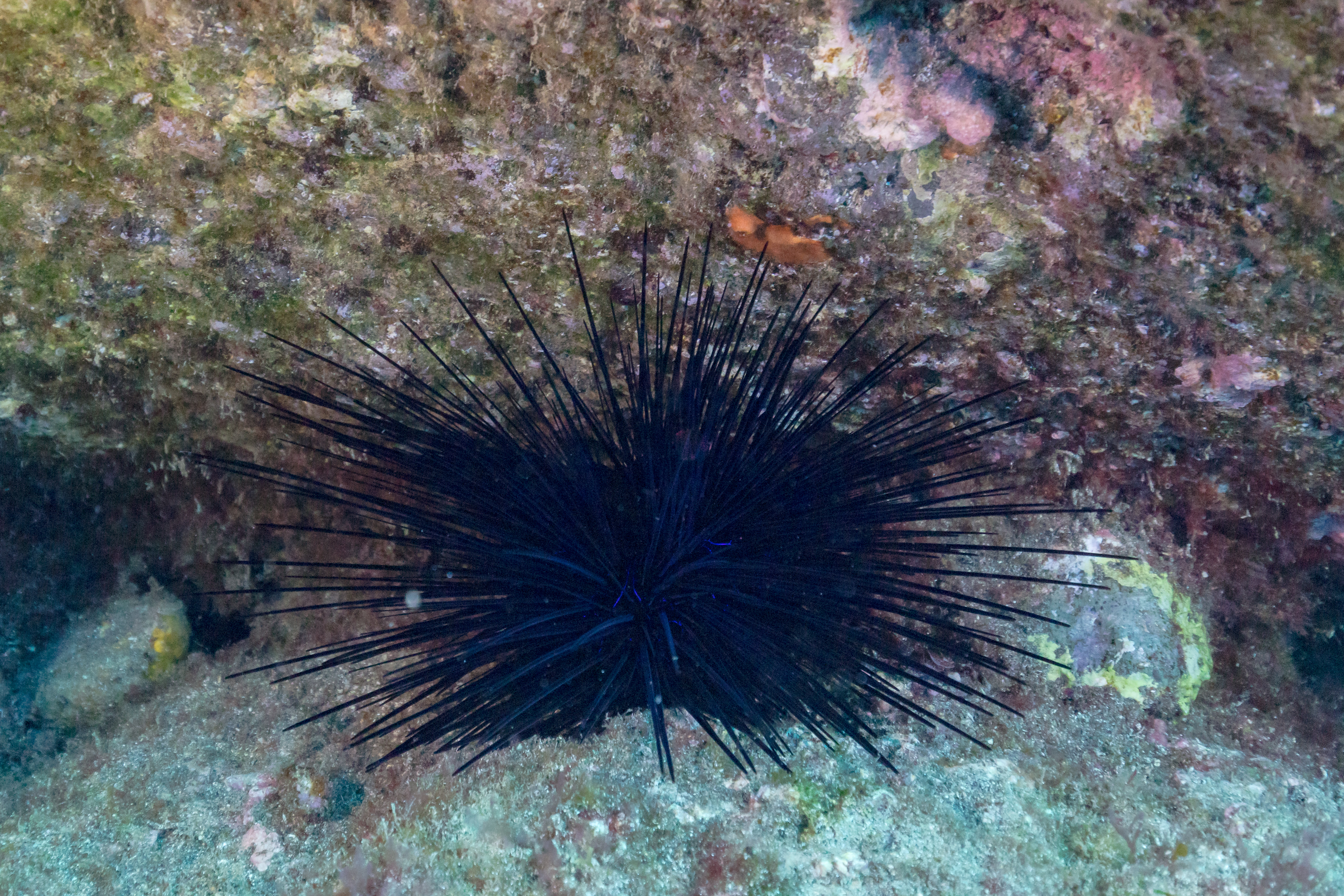
Detalle.

Este erizo de mar se caracteriza por sus espinas negras excepcionalmente largas.
Es el herbívoro más abundante e importante de los arrecifes de coral de la cuenca del Atlántico occidental y el Caribe. Cuando la población de estos erizos de mar está en un nivel saludable, son los principales herbívoros que evitan el crecimiento excesivo de algas en el arrecife.

## Anatomía
Diadema antillarum tiene una "concha", similar a la mayoría de los otros erizos de mar. Lo que distingue al Diadema es la longitud de sus espinas. La mayoría de las espinas de los erizos de mar miden de 1 a 3 cm, pero las espinas de esta especie suelen tener de 10 a 12 cm de longitud y pueden crecer hasta 30 cm en individuos muy grandes.

## Hábitos de vida
Esta especie suele vivir entre 1 y 10 metros de profundidad en los arrecifes de coral. A menudo se alojan en una grieta, de modo que solo se pueden ver sus espinas, pero los erizos individuales que no pueden encontrar una grieta adecuada vivirán en situaciones más expuestas. Los individuos que han podido encontrar una grieta generalmente deambularán aproximadamente a un metro de su grieta durante la noche durante la alimentación. El diadema es muy sensible a la luz y, a menudo, elegirá su grieta o lugar de descanso en función de la cantidad de sombra que haya.
Los diadema comen principalmente algas y, a veces, pastos marinos. Se sabe que los erizos hambrientos se vuelven carnívoros.

## Importancia ecológica
Diadema antillarum es todavía, en algunas áreas tropicales, uno de los erizos de mar de aguas poco profundas más abundantes, extendidos y ecológicamente importantes. Se encuentra en el Océano Atlántico occidental tropical, incluido el Mar Caribe, el Golfo de México y las costas norte y este de América del Sur (tan al sur como Brasil). También se encuentra en el Atlántico este en las Islas Canarias y el Océano Índico. Esta especie es ecológicamente importante porque consume algas que de otra manera pueden crecer hasta tal punto que pueden sofocar los arrecifes de coral. Viven en agujeros que hay en el arrecife.

## Muerte de erizos
En 1983, en toda la zona de fauna del Caribe hasta el norte de América del Sur y el norte de las Bahamas, Diadema antillarum sufrió una mortalidad masiva, con más del 97% de los erizos muertos. Desde entonces, algunos arrecifes del Caribe han sido cubiertos por macroalgas foliosas. Esto inhibe el crecimiento de los corales y ha agravado aún más la disminución en curso de los corales escleractinios. También tiene un efecto negativo general sobre la resiliencia de los arrecifes de coral, que abarca la capacidad de un sistema para resistir y recuperarse de los cambios derivados de los eventos de perturbación. Estudios recientes realizados en Discovery Bay, Jamaica, y otros lugares parecen mostrar un regreso masivo de Diadema y una gran regeneración de los arrecifes.

## Relevancia humana
Cuando los erizos de mar murieron debido a una enfermedad desconocida, la biodiversidad de la vida marina de los arrecifes de coral sufrió mucho. El crecimiento exuberante de algas resultante atrofió e incluso revirtió el desarrollo del coral, y los peces y otros animales que viven en los arrecifes disminuyeron en número debido a la menor cantidad de comida y refugio.
La reducida biodiversidad de los arrecifes de coral afectó al turismo en varios países pequeños, que dependían de la belleza natural de sus arrecifes para ayudar a atraer visitantes, y debido a que el turismo era una parte importante de los ingresos de estos países, la disminución del flujo de huéspedes acentuó su economía.
Las poblaciones de baja densidad, los depredadores y las olas de tormentas de gran potencia tienden a impedir la repoblación de Diadema antillarum. En el proceso de fertilización, los erizos machos y hembras excretan líquido para alertar a otros erizos para que respondan liberando sus óvulos y espermatozoides en la reproducción masiva. Con más gametos disponibles, hay una mayor probabilidad de fertilización. Sin embargo, en áreas de baja población, algunos erizos de mar pueden no ser suficientes para iniciar la fertilización. Después de la fertilización, todavía existe una alta probabilidad de que los depredadores consuman a los juveniles vulnerables. Debido al movimiento del agua en tormentas poderosas, los erizos pueden ser arrastrados fuera de su hábitat y morir. Es posible ayudar al aumento del crecimiento de la población del erizo con más investigación y voluntarios.

## Investigación sobre repoblación de la especie

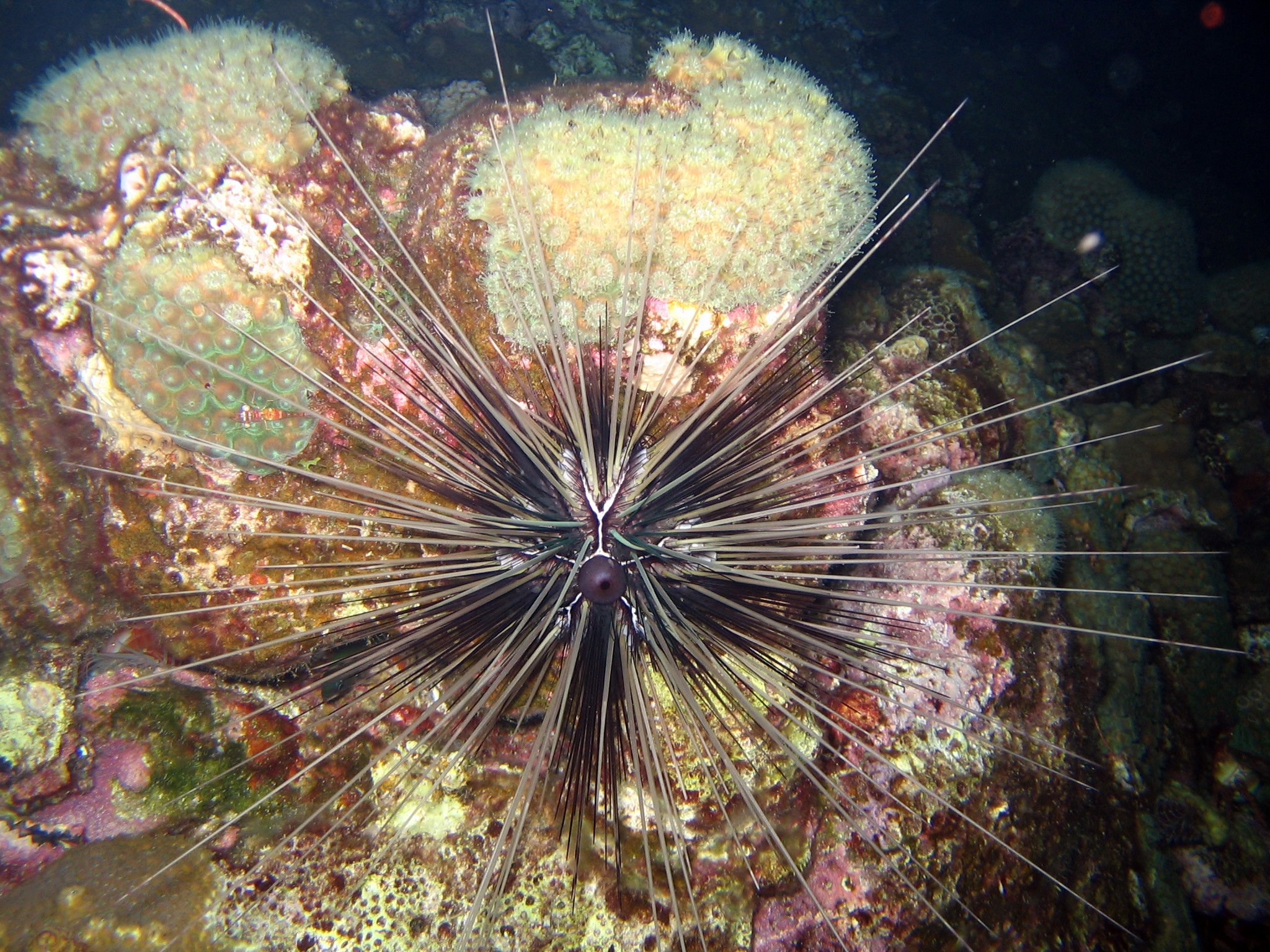
Ejemplar con espinas grises.

La investigación sobre la especie Diadema antillarum aún se encuentra en sus primeras etapas. Los erizos pueden cultivarse en laboratorios y luego reubicarse. Devolver a los individuos maduros a la naturaleza puede tener un efecto positivo en la densidad de erizos del arrecife. El aumento de la población también puede ser ayudado por la construcción artificial de arrecifes: materiales como el concreto pueden estimular el crecimiento de coral y proporcionar más nichos para que los erizos se escondan de depredadores como los peces más grandes.
Cuando todavía hay algunas áreas de erizos de alta densidad, es posible reubicar a los erizos en otros arrecifes de baja densidad. Con estos métodos y la ayuda de trabajadores voluntarios, parece que es posible volver a los arrecifes dominados por corales y alejarse de los arrecifes dominados por algas.
Al reubicar Diadema, es necesario eliminar la mayoría de las algas maduras del área de reubicación, ya que hay toxinas en las algas maduras que matan al Diadema.